# Lower Salem
Lower Salem és una població dels Estats Units a l'estat d'Ohio. Segons el cens del 2000 tenia 109 habitants.

## Demografia
Segons el cens del 2000, Lower Salem tenia 109 habitants, 36 habitatges, i 27 famílies. La densitat de població era de 526,1 habitants per km².
Dels 36 habitatges en un 47,2% hi vivien nens de menys de 18 anys, en un 44,4% hi vivien parelles casades, en un 22,2% dones solteres, i en un 25% no eren unitats familiars. En el 19,4% dels habitatges hi vivien persones soles el 8,3% de les quals corresponia a persones de 65 anys o més que vivien soles. El nombre mitjà de persones vivint en cada habitatge era de 3,03 i el nombre mitjà de persones que vivien en cada família era de 3,52.
Per edats la població es repartia de la següent manera: un 33% tenia menys de 18 anys, un 10,1% entre 18 i 24, un 31,2% entre 25 i 44, un 18,3% de 45 a 60 i un 7,3% 65 anys o més.
L'edat mediana era de 30 anys. Per cada 100 dones de 18 o més anys hi havia 73,8 homes.
La renda mediana per habitatge era de 36.875 $ i la renda mediana per família de 36.875 $. Els homes tenien una renda mediana de 26.875 $ mentre que les dones 16.875 $. La renda per capita de la població era de 10.209 $. Aproximadament el 7,4% de les famílies i el 5% de la població estaven per davall del llindar de pobresa.

## Poblacions més properes
El següent diagrama mostra les poblacions més properes.